# Moez Ben Cherifia
Moez Ben Cherifia (ar. معز بن شريفة, ur. 24 czerwca 1991 w Tunisie) – piłkarz tunezyjski grający na pozycji bramkarza. Jest wychowankiem klubu Espérance Tunis.

## Kariera klubowa
Ben Cherifia jest wychowankiem klubu Espérance Tunis. W 2010 roku zadebiutował w jego barwach w pierwszej lidze tunezyjskiej i od czasu debiutu jest podstawowym zawodnikiem tego zespołu. W sezonie 2010/2011 wywalczył z nim mistrzostwo Tunezji oraz zdobył Puchar Prezydenta Tunezji.

## Kariera reprezentacyjna
W 2012 roku Ben Cherifia został powołany do reprezentacji Tunezji na Puchar Narodów Afryki 2012. W tym samym roku zadebiutował w kadrze, a w 2013 roku powołano go na Puchar Narodów Afryki 2013.